# Gertrud Skomagers
Gertrude Rasmus Skomagers (død 1556) var en dansk kvinde, som blev brændt på bålet for hekseri.
I 1556 havde Hans Ipsen i Rudkøbing anklaget Gertrud Rasmus Skomagers at have skadet ham og hans ejendom med trolddom og hekseri. Anders Degn vidnede om, svie i sit hjerte én gang, hvor Gertrud lagde hånden på ham, og der havde desuden været rygter om, at hun var en heks. Efter 16 vidner blev hun dømt til bålet. Hun fastholdt sin uskyld, selv på torturbænken, og døde uden at anerkende sig skyldig.  
I 1557 klagede hendes mand til kongen over henrettelsen, og vidnerne blev retsforfulgt og dømt til at betale erstatning til Gertruds familie. Sagen fik det resultat, at kongen i 1576 udstedte en ny lov, der forbød lokale domstole til at udføre nogen henrettelse for hekseri før sagen var behandlet af landsdommeren.